# Třída Königsberg
Třída Königsberg (či třída K) byla třída lehkých křižníků německé Reichsmarine (později Kriegsmarine), zařazených do služby v letech 1929–1930. Všechny tři postavené křižníky byly nasazeny ve druhé světové válce a byly v ní potopeny.

## Stavba

Nákres křižníku Karlsruhe

Celkem byly postaveny tři jednotky této třídy. Dva postavila loděnice Kriegsmarinewerft Wilhelmshaven ve Wilhelmshavenu a jeden loděnice Deutsche Werke v Kielu. Stavba probíhala od roku 1926, přičemž do služby byly křižníky zařazeny v letech 1929–1930.
Jednotky třídy Königsberg:
| Jméno      | Loděnice                        | Založení kýlu | Spuštěna        | Vstup do služby   | Poznámka                     |
| ---------- | ------------------------------- | ------------- | --------------- | ----------------- | ---------------------------- |
| Königsberg | Kriegsmarinewerft Wilhelmshaven | 1926          | 26. března 1927 | 17. dubna 1929    | Dne 10. dubna 1940 potopen.  |
| Karlsruhe  | Deutsche Werke, Kiel            | 1926          | 20. srpna 1928  | 6. listopadu 1929 | Dne 9. dubna 1940 potopen.   |
| Köln       | Kriegsmarinewerft Wilhelmshaven | 1926          | 23. května 1928 | 15. ledna 1930    | Dne 30. března 1945 potopen. |

## Konstrukce

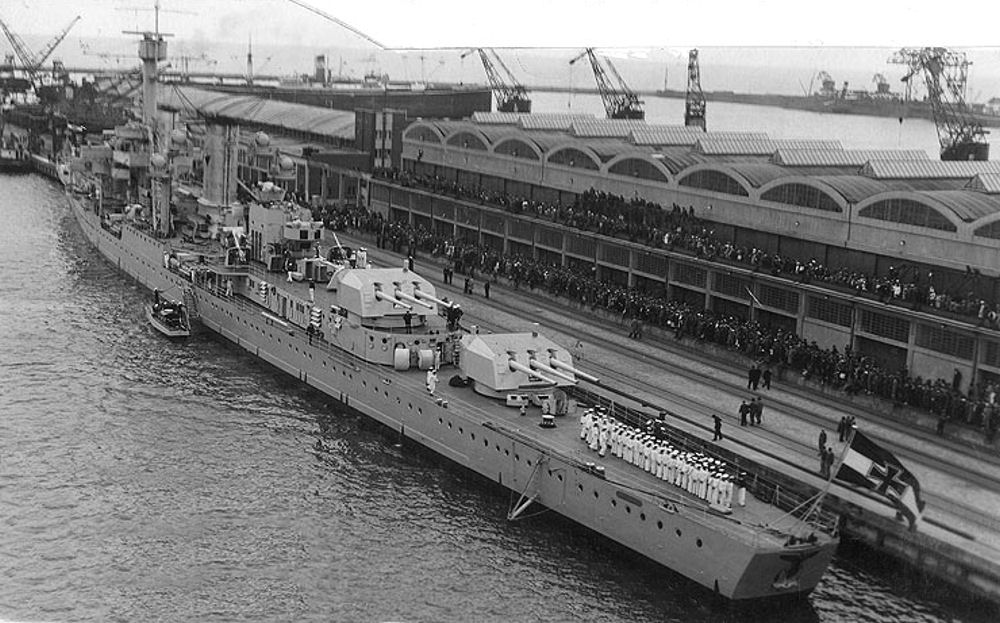
Königsberg

Výtlak křižníků byl Versailleskou smlouvou omezen na 6000 t, a proto u nich byla použita některá moderní řešení v podobě elektrického svařování trupu či třídělových věží. Hlavní výzbroj tvořilo devět 150mm kanónů umístěných ve třídělových věžích. Pro tuto třídu bylo typické, že dvě z nich byly umístěny na zádi. Menší řáže zastupovaly 88mm, 37mm a 20mm kanóny. Nést mohly 120 min. Na jejich palubě se nacházely dva hydroplány. Pohonný systém tvořily dvě turbínová soustrojí a šest kotlů. Nejvyšší rychlost dosahovala 32 uzlů.

## Osudy

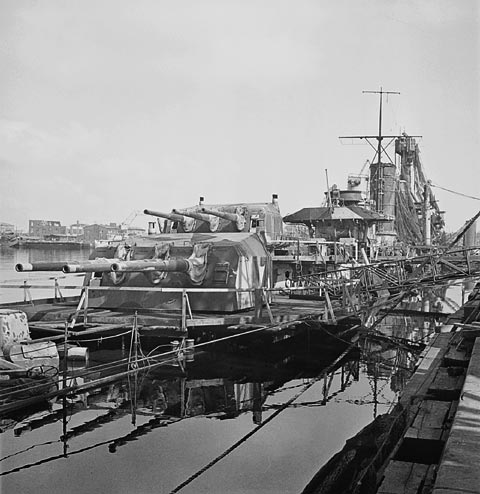
Vrak křižníku Köln po skončení války

Všechny tři jednotky bojovaly ve druhé světové válce a byly v ní zničeny. První velkou bojovou akcí těchto křižníků byla německá invaze do Norska – Operace Weserübung. Hned v prvních dvou dnech operace přitom byly dva z nich potopeny. Karlsruhe byl 9. dubna 1940 potopen torpédem britské ponorky HMS Truant. Königsberg byl 10. dubna 1940 v Bergenu potopen třemi zásahy britských střemhlavých bombardérů Blackburn Skua. Köln operoval většinu války na Baltu. 30. dubna 1945 ho v Kielu zničil britský nálet.